# Гендер
Гендер е музикален перкусионен инструмент от групата на пластинковите инструменти.
Гендерът е вид металофон. Състои се от 10-14 метални пластинки (без кубе) и дървена поставка.
Инструментът е характерен за музиката на остров Бали и остров Ява.